# Belisana davao
Belisana davao är en spindelart som beskrevs av Huber 2005. Belisana davao ingår i släktet Belisana och familjen dallerspindlar. Inga underarter finns listade.